# Aziatische Winterspelen 1999
De vierde Aziatische Winterspelen werden gehouden van 30 januari 1999 tot 6 februari 1999, in Gangwon-do, een provincie van Zuid-Korea. De diverse onderdelen werden georganiseerd in Yongpyong, Chuncheon en Gangneung.
De officiële opening werd verricht door Kim Dae-jung

## Sporten
- Alpineskiën
- Biatlon
- Freestyle skiën
- IJshockey
- Kunstschaatsen
- Langlaufen
- Schaatsen (zie Schaatsen op de Aziatische Winterspelen 1999)

## Deelnemende landen
| - Bangladesh - Bhutan - China - Filipijnen - Hongkong - India - Japan - Kazachstan - Koeweit | - Macau - Mongolië - Nepal - Oezbekistan - Singapore - Sri Lanka - Vietnam - Zuid-Korea |

## Medaillespiegel
| Medaillespiegel |             |      |        |        |        |
| Rang            | Land        | Gold | Silver | Bronze | Totaal |
| 1               | China       | 15   | 10     | 11     | 36     |
| 2               | Zuid-Korea  | 11   | 10     | 14     | 35     |
| 3               | Kazachstan  | 10   | 8      | 7      | 25     |
| 4               | Japan       | 6    | 14     | 9      | 29     |
| 5               | Oezbekistan | 1    | 1      | 1      | 3      |
| Totaal          |             | 43   | 43     | 42     | 128    |

1986 · 
1990 · 
1996 · 
1999 · 
2003 · 
2007 · 
2011 · 
2017 · 
2025 · 
2029